# San Martín Sacatepéquez

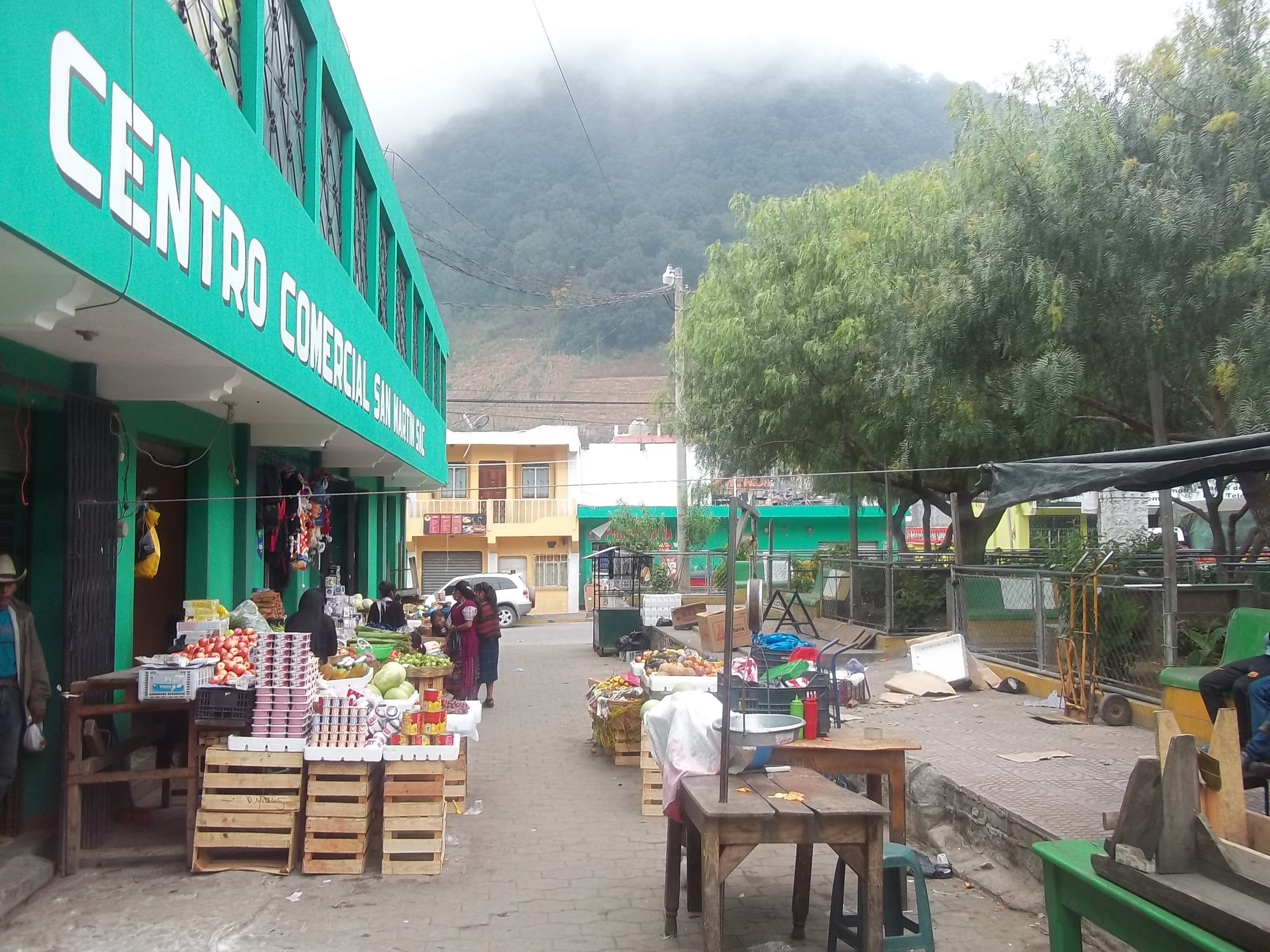
San Martín Sacatepéquez.

San Martín Sacatepéquez é uma cidade da Guatemala do departamento de Quetzaltenango.